# Ann-Margret Holmgren
Pour les articles homonymes, voir Holmgren.
Anna Margareta Holmgren dite Ann-Margret Holmgren, née Tersmeden le 17 février 1850 à Hässle Manor dans Fittja församling (sv) (Uppland) et morte le 12 octobre 1940 à Kungsholms församling (sv), est une écrivaine, féministe, suffragette et pacifiste suédoise.

## Biographie
Née à Hässle Manor (Uppland), elle est la fille de la baronne Augusta Jacquette Cederström (1818–1860) et du politicien conservateur et courtisan, Jacob Nils Tersmeden (sv) (1795–1867). Elle est donc l'arrière-petite-fille de Jacob Tersmeden (en) et de Magdalena Elisabeth Söderhielm (sv) (Lona Lisa).
En 1869, elle épouse Frithiof Holmgren (1831–1897), médecin et professeur à l'Université d'Uppsala. Leur résidence, Villa Åsen dans le quartier de Kåbo à Uppsala, est un lieu de discussion pour étudiants intellectuels et un centre d'idées radicales et modernes. Parmi les idées modernes de ces cercles radicaux figurent l'introduction d'une république, la démocratie, le suffrage, les droits des travailleurs, la contraception et l'athéisme. Ann-Margret Holmgren prend part aussi au journal radical Verdandi de 1898 à 1905.
Après la mort de son mari en 1897, elle s'installe à Stockholm où elle s'inspire de ses amies Ellen Key et Lydia Wahlström pour s'engager en faveur de l'égalité des sexes. En tant que féministe, elle provoque une controverse considérable par son soutien à l'amour et au sexe en dehors du mariage, en conflit avec le double standard sexuel contemporain. Personnellement, elle ne soutient pas la position officielle du mouvement pour le suffrage selon laquelle les femmes devraient avoir le droit de voter « sur un pied d'égalité avec les hommes », car cela signifierait en fait que seules les femmes ayant la majorité légale pourraient voter ; cela exclurait les femmes mariées, qui étaient sous la tutelle de leurs époux, et Holmgren réclamait donc également le droit de vote des femmes mariées, ce qui signifiait qu'elle réclamait le droit pour les femmes mariées d'être déclarées adultes.
En 1902, deux motions concernant la réforme du droit de vote des femmes sont présentées au Parlement suédois. L'une vient du ministre de la Justice Hjalmar Hammarskjöld, qui suggère que les hommes mariés reçoivent deux voix, car ils peuvent également être considérés comme votant à la place de leurs épouses. L'autre motion est présentée par Carl Lindhagen. Elle suggère le suffrage féminin. La suggestion de Hammarskjöld suscite la colère des militantes des droits des femmes, qui forment un groupe de soutien à la motion Lindhagen. Le 4 juin 1902, l'Association pour le droit de vote des femmes (Föreningen för Kvinnans Politiska Rösträttou FKPR) est fondée : initialement une société locale de Stockholm, elle devient une organisation nationale l'année suivante. Ann-Margret Holmgren est vice-présidente de la branche de Stockholm de l'Association nationale pour le droit de vote des femmes (Landsföreningen för kvinnans politiska rösträttou LKPR) de 1902 à 1904 et secrétaire du comité exécutif de la Société suédoise pour le suffrage des femmes de 1903 à 1906. Au sein du mouvement pour le suffrage, son rôle primordial est d'être oratrice.Elle voyage dans toute la Suède, rassemble des sympathisants et établit des sections locales du mouvement pour le suffrage, une tâche dans laquelle elle utilise son vaste réseau de contacts parmi les anciens étudiants d'Uppsala. Le jour de son soixantième anniversaire en 1910, elle est célébrée par le LKPR avec une chaîne en or de 60 maillons, car elle a fondé 60 branches locales de la société pour le suffrage des femmes. L'Illis quorum lui est décerné lors de son soixante-quinzième anniversaire.
Holmgren a également été vice-présidente de Sveriges kvinnliga fredsförening (Association des femmes suédoises pour la paix) de 1901 à 1910, membre honoraire du Musée nordique et de l'Association de danse folklorique des étudiants Philochoros (Philochoros Studenternas Folkdansförening). Après la dissolution du LKPR à la suite de l'introduction du suffrage féminin, Holmgren est l'une des fondatrices de la Svenska kvinnors medborgarförbund (Société civique des femmes suédoises) en 1921.
Comme écrivaine, elle publie sous le pseudonyme de Märta Bolle.
Holmgren et son mari Frithiof Holmgren étaient les parents de huit enfants, dont le scientifique Israel Holmgren (en) (1871–1961). Elle meurt en 1940 et est enterrée avec son mari au Uppsala old cemetery (en).

## Publications
- 1894 : Fru Stråhle. Tidsbilder ur tre släktled
- 1896 : När riddar Ulf suckar. Ur familjekrönikan på Höögsborg